# كرايغ بلاكلوك
كرايغ بلاكلوك (بالإنجليزية: Craig Blacklock)‏ هو مصور أمريكي، ولد في 1954.